# دنیس گیگر
دنیس گیگر (انگلیسی: Dennis Geiger؛ زادهٔ ۱۰ ژوئن ۱۹۹۸) بازیکن فوتبال اهل آلمان است.
از باشگاه‌هایی که در آن بازی کرده‌است می‌توان به باشگاه فوتبال هوفنهایم اشاره کرد.
وی همچنین در تیم‌های ملی فوتبال جوانان آلمان،  جوانان آلمان، جوانان آلمان، و زیر ۲۱ سال آلمان بازی کرده‌است.